# Lunax
Lunax (okzitanisch: Lunats) ist eine Ortschaft und eine Commune déléguée in der Gemeinde Péguilhan mit 60 Einwohnern (Stand 1. Januar 2022) in Südfrankreich im Département Haute-Garonne und im Arrondissement Saint-Gaudens. Die Einwohner werden Lunacais genannt.

## Lage
Lunax liegt etwa 50 Kilometer südwestlich von Toulouse am Gesse, der die östliche Gemeindegrenze bildet.

## Geschichte
Zum 1. Januar 2017 wurde die bis dahin eigenständige Kommune nach Péguilhan eingemeindet.

### Bevölkerungsentwicklung
| Einwohner                 | 99 | 104 | 80 | 73 | 67 | 56 | 59 | 65 |
| Quelle: Cassini und INSEE |    |     |    |    |    |    |    |    |

## Sehenswürdigkeiten
- Kirche Sainte-Marghuerite
- Schloss Lunax

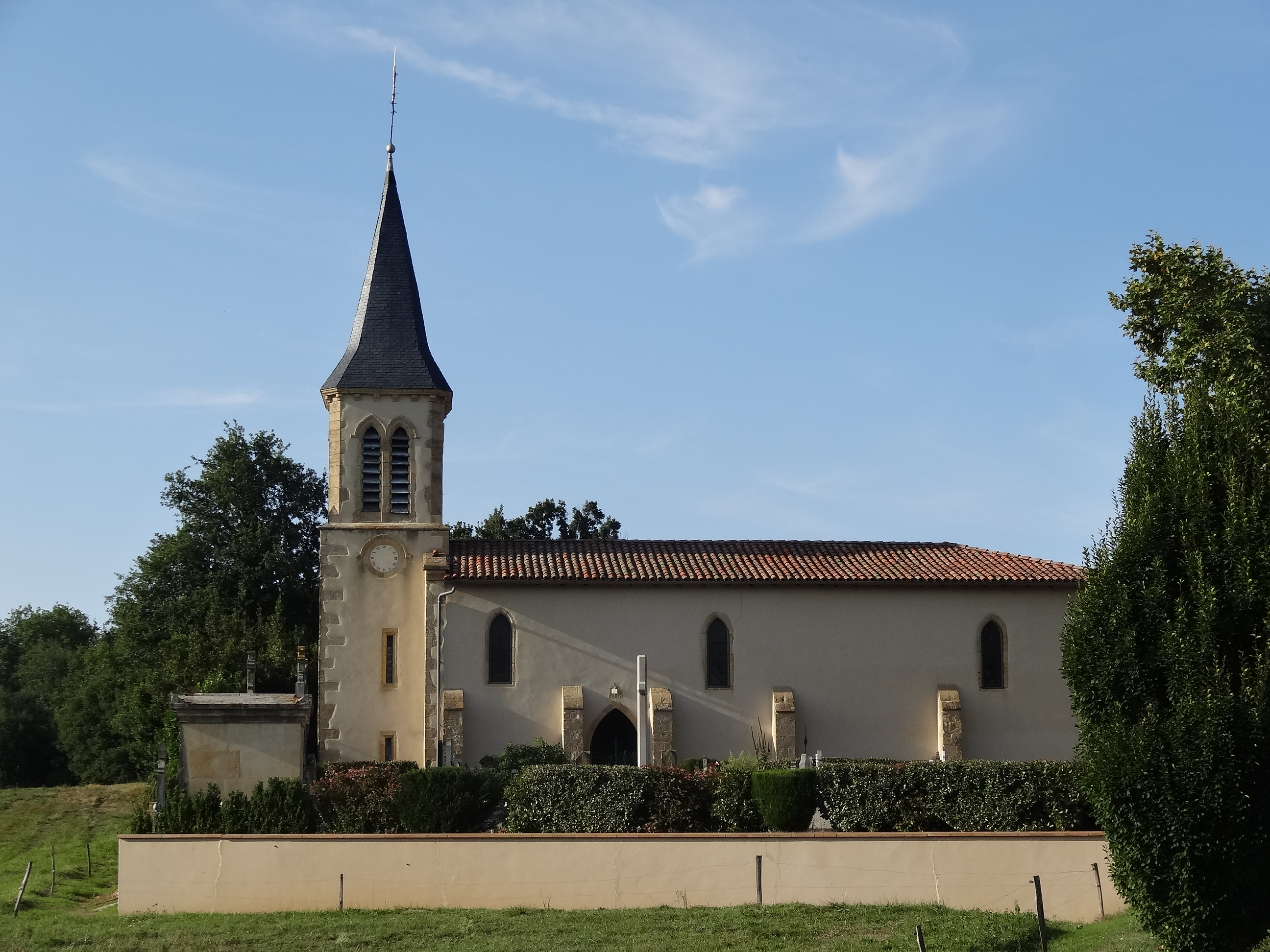
Kirche Sainte-Marguerite
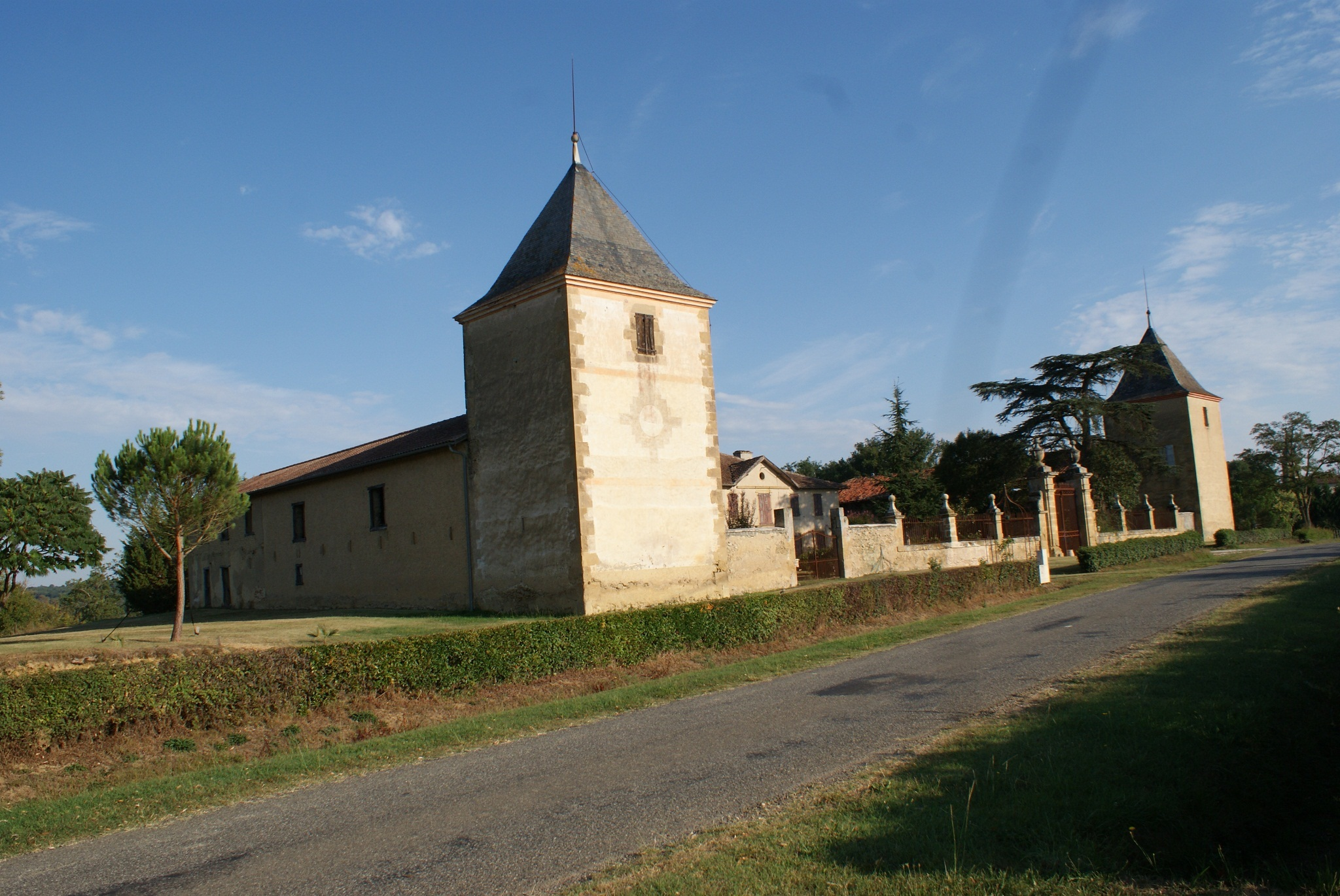
Schloss Lunax